# Trinotoperla montana
Trinotoperla montana is een steenvlieg uit de familie Gripopterygidae. De wetenschappelijke naam van de soort is voor het eerst geldig gepubliceerd in 1962 door Riek.